# Diccionario para ociosos
Diccionari per a ociosos (Diccionario para ociosos, en su traducción al castellano) es un diccionario de autor de Joan Fuster, recopilación de distintos artículos publicado por el escritor suecano.
Considerada una de las obras más importantes de su autor, ha sido traducido a varias lenguas: castellano, inglés, francés e italiano.
El Diccionari mezcla entradas cortas, cercanas al aforismo, con otras que son relativamente extensas ensayos de varias páginas. Fuster define las intenciones del Diccionari en la Introducción:

Ya desde la primera línea, quiero desengañar al lector respecto al alcance del título del libro que tiene entre manos. Mi pretensión no ha sido —¿hacía falta que lo dijera?— la de confeccionar un "diccionario". Como en otras ocasiones, me limito a reunir en volumen una serie incoherente de escritos, diversos en el tema y de extensión desigual, catalogables dentro del género literario del "ensayo".

Los ensayos muestran la poderosa influencia de la literatura y la filosofía francesa de su autor.